# مقاطعة لينكون (نيفادا)
مقاطعة لينكون (بالإنجليزية: Lincoln County)‏ هي إحدى مقاطعات ولاية نيفادا في الولايات المتحدة الأمريكية.